# Louisville, Ohio
Louisville är en ort i Stark County i Ohio. Vid 2010 års folkräkning hade Louisville 9 186 invånare.